# Life Is Strange (serie)

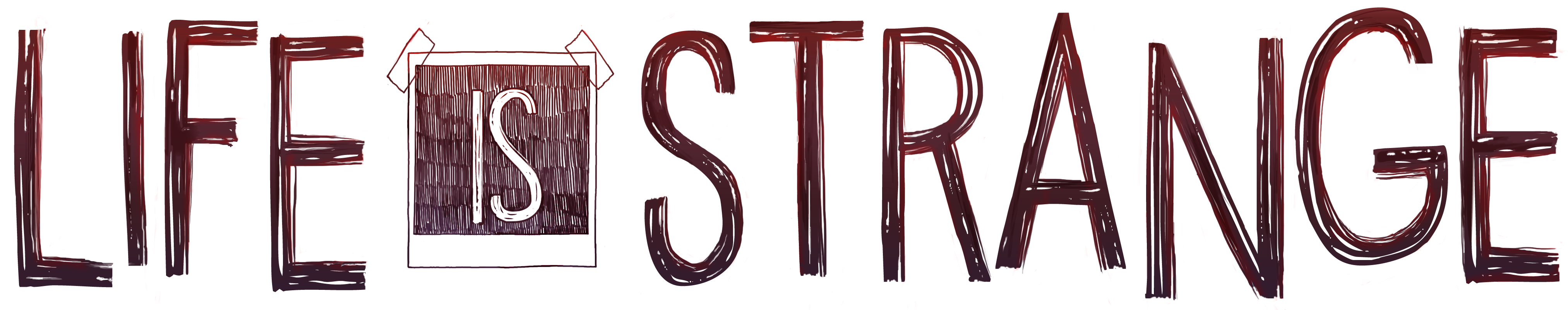
Logo ufficiale della serie

Life Is Strange è una serie di videogiochi, di tipo avventura grafica, sviluppati da Dontnod Entertainment e Deck Nine Games e pubblicati da Square Enix a partire dal 2015.

## Videogiochi
| Anno | Videogioco                                 | Piattaforme                                                                               | N° episodi | Sviluppatore          | Editore     |
| ---- | ------------------------------------------ | ----------------------------------------------------------------------------------------- | ---------- | --------------------- | ----------- |
| 2015 | Life Is Strange                            | PlayStation 3, PlayStation 4, Xbox 360, Xbox One, Windows, iOS, Android, macOS, Linux     | 5          | Dontnod Entertainment | Square Enix |
| 2017 | Life Is Strange: Before the Storm          | PlayStation 4, Xbox One, Windows, iOS, Android, macOS, Linux                              | 3          | Deck Nine Games       | Square Enix |
| 2018 | Le fantastiche avventure di Captain Spirit | PlayStation 4, Xbox One, Windows                                                          | 1          | Dontnod Entertainment | Square Enix |
| 2018 | Life Is Strange 2                          | PlayStation 4, Xbox One, Nintendo Switch, Windows, macOS, Linux                           | 5          | Dontnod Entertainment | Square Enix |
| 2021 | Life Is Strange: True Colors               | PlayStation 4, PlayStation 5, Xbox One, Xbox Series X/S, Nintendo Switch, Windows, Stadia | 5          | Deck Nine Games       | Square Enix |
| 2022 | Life Is Strange Remastered Collection      | PlayStation 4, PlayStation 5, Xbox One, Xbox Series X/S, Nintendo Switch, Windows, Stadia | -          | Deck Nine Games       | Square Enix |
| 2024 | Life Is Strange: Double Exposure           | PlayStation 5, Xbox Series X/S, Nintendo Switch, Windows                                  | 5          | Deck Nine Games       | Square Enix |

### Serie principale

#### Life Is Strange(2015)
Life Is Strange è un'avventura grafica a episodi del 2015 pubblicata per Microsoft Windows, PlayStation 3, PlayStation 4, Xbox 360, Xbox One, iOS, Android, macOS e Linux. Il primo episodio è stato pubblicato il 30 gennaio 2015, il secondo il 24 marzo 2015, il terzo il 19 maggio 2015, il quarto il 28 luglio 2015 e il quinto il 20 ottobre 2015. La versione per iOS è uscita il 14 dicembre 2017 mentre quella per Android il 18 luglio 2018. La storia è incentrata su Maxine “Max” Caulfield, studentessa di fotografia che, dopo aver assistito all’omicidio della sua migliore amica Chloe, scopre di possedere il potere di poter controllare il tempo.

#### Life Is Strange: Before the Storm(2017)
Life Is Strange: Before the Storm è un'avventura grafica a episodi del 2017 pubblicata per Microsoft Windows, PlayStation 4, Xbox One, Android, iOS, macOS e Linux. Il primo episodio è stato pubblicato il 31 agosto 2017, il secondo il 19 ottobre 2017, il terzo il 19 dicembre 2017 e quello bonus il 6 marzo 2018. La versione per Android è uscita il 17 settembre 2018 mentre quella per iOS il 19 settembre dello stesso anno. Ambientato tre anni prima del primo capitolo della serie, ha come protagonista una Chloe sedicenne che stringe un'improbabile amicizia con la ragazza più popolare della scuola, Rachel Amber.

#### Life Is Strange 2(2018)
Life Is Strange 2 è un'avventura grafica a episodi del 2018 pubblicata per Microsoft Windows, macOS, Linux, PlayStation 4 e Xbox One. Il primo episodio è stato pubblicato il 27 settembre 2018, il secondo il 24 gennaio 2019, il terzo il 9 maggio 2019, il quarto il 22 agosto 2019 e il quinto il 3 dicembre 2019. La versione per macOS e Linux è uscita il 19 dicembre 2019. La storia segue due fratelli, Sean e Daniel Diaz, quando quest’ultimo, assistendo alla morte del padre, sprigiona il potere della telecinesi. 

#### Life Is Strange: True Colors(2021)
Life Is Strange: True Colors è un'avventura grafica del 2021 pubblicata per Microsoft Windows, PlayStation 4, PlayStation 5, Xbox One, Xbox Series X/S, Nintendo Switch e Google Stadia il 10 settembre 2021. Il gioco è suddiviso in 5 episodi ma, a differenza dei capitoli precedenti, viene pubblicato tutto in una volta.

#### Life Is Strange: Double Exposure(2024)
Durante la presentazione dell'Xbox Showcase di giugno 2024, Deck Nine e Square Enix hanno annunciato il nuovo capitolo della serie intitolato Life Is Strange: Double Exposure. Disponibile dal 29 ottobre 2024 per Microsoft Windows, PlayStation 5 e Xbox Series X/S e successivamente per Nintendo Switch. Il videogioco, diviso in due linee temporali, vede il ritorno della protagonista del primo capitolo della serie, Max Caulfield, ora adulta, intenta a risolvere l'omicidio di una sua amica.

### Spin-off

#### Le fantastiche avventure di Captain Spirit(2018)
Le fantastiche avventure di Captain Spirit (The Awesome Adventures of Captain Spirit) è un'avventura grafica free-to-play pubblicata il 25 giugno 2018 per Microsoft Windows, PlayStation 4 e Xbox One.

### Raccolte

#### Life Is Strange Remastered Collection(2022)
Il 18 marzo 2021 viene annunciata una raccolta contenente le versioni rimasterizzate di Life Is Strange e Life Is Strange: Before the Storm. Questa collection è inclusa nella versione Ultimate Edition di Life Is Strange: True Colors o venduta separatamente. Il gioco propone una grafica migliorata, un aumento dell'illuminazione e un maggior realismo dei volti dei personaggi grazie al motion capture. Previsto inizialmente per l'autunno del 2021 viene posticipato dagli sviluppatori per febbraio del 2022. Il gioco è pubblicato per Microsoft Windows, PlayStation 4, PlayStation 5, Xbox One, Xbox Series X/S e Google Stadia. Una versione per Nintendo Switch, intitolata Life Is Strange Arcadia Bay Collection, esce il 27 settembre dello stesso anno.

## Episodi
Life Is Strange
- Episodio 1: Crisalide
- Episodio 2: Fuori dal Tempo
- Episodio 3: Teoria del Caos
- Episodio 4: Camera Oscura
- Episodio 5: Polarizzata

Life Is Strange: Before the Storm
- Episodio 1: Svegliati
- Episodio 2: Il mondo nuovo
- Episodio 3: L'inferno è vuoto
- Episodio Bonus: Addio

Life Is Strange 2
- Episodio 1: Strade
- Episodio 2: Regole
- Episodio 3: Terre desolate
- Episodio 4: Fede
- Episodio 5: Lupi

Life Is Strange: True Colors
- Episodio 1: Lato A
- Episodio 2: Lanterne
- Episodio 3: Mostro o mortale
- Episodio 4: Battito
- Episodio 5: Lato B

Life Is Strange: Double Exposure
- Episodio 1: Ombre a fuoco
- Episodio 2: Frammenti del passato
- Episodio 3: Riflessi
- Episodio 4: Verità svelate
- Episodio 5: Attraverso l'obiettivo

## Accoglienza
La serie di Life Is Strange ha riscosso molto successo, ricevendo ottime recensioni.
IGN
- Life Is Strange: 9[12]
- Life Is Strange: Before the Storm: 9[13]
- Le fantastiche avventure di Captain Spirit: 7.5[14]
- Life Is Strange 2: 8[15]

Metacritic
- Life Is Strange: 85% (basato su 23 recensioni)[16]
- Life Is Strange: Before the Storm: 77% (basato su 19 recensioni)[17]
- Le fantastiche avventure di Captain Spirit: 75% (basato su 31 recensioni)[18]
- Life Is Strange 2: 78% (basato su 17 recensioni)[19]

Eurogamer
- Life Is Strange: 9/10[20]
- Life Is Strange: Before the Storm: 7/10[21]

## Altri media

### Fumetto
In occasione del San Diego Comic-Con International 2018, Dontnod Entertainment e Square Enix hanno presentato una serie a fumetti dedicata a Life is Strange ambientata dopo il finale del primo videogioco. La serie è scritta da Emma Vieceli, illustrata da Claudia Leonardi e Andrea Izzo e pubblicata da Titan Comics. In Italia la serie è pubblicata, sotto forma di raccolte, da Panini Comics.
- Life Is Strange – Volume 1: Polvere – 2019
- Life Is Strange – Volume 2: Onde – 2019
- Life Is Strange – Volume 3: Stringhe – 2020
- Life Is Strange – Volume 4: Partner nel tempo – Tracce – 2021
- Life Is Strange – Volume 5: Ritorno a casa – 2021
- Life Is Strange – Volume 6: La polvere si posa – 2022

### Serie televisiva
Nel luglio 2016 Square Enix ha annunciato di essere al lavoro su un adattamento live action di Life Is Strange in collaborazione con la Legendary Digital Studios. Nei progetti iniziali la serie televisiva sarebbe dovuta essere ambientata ad Arcadia Bay. Nel 2017 i diritti per la serie passano al servizio di streaming Hulu.